# ریشار خیتزین
ریشار خیتزین (به فرانسوی: Richard Khaitzine) نویسنده قرن بیستم میلادی اهل فرانسه است.